# چمن‌لی (جلیل‌آباد)
چمن‌لی (به ترکی آذربایجانی: Çəmənli، تا سال ۲۰۱۵ تازه‌کند Təzəkənd) یک منطقه مسکونی در جمهوری آذربایجان است که در شهرستان جلیل‌آباد واقع شده‌است. چمن‌لی ۲۶۳۰ نفر جمعیت دارد.